# Euro Stoxx 50
L'EURO STOXX 50 è un indice azionario di titoli dell'eurozona creato nel 1998 dalla STOXX Limited; una joint venture creata da Deutsche Börse AG, Dow Jones & Company e SWX Group nel 1997.

## Caratteristiche
L'EURO STOXX 50 è stato introdotto il 26 febbraio 1998 e la sua composizione viene rivista annualmente nel mese di settembre. L'indice è disponibile in diverse valute (EUR, USD, CAD, GBP, JPY) e varianti (Price, Net Return, Gross Return).
L'EURO STOXX 50 è l'indice azionario delle principali aziende dell'eurozona e comprende una rappresentazione dei principali settori industriali dell'area. È composto da 50 titoli degli 11 paesi dell'eurozona: Austria, Belgio, Finlandia, Francia, Germania, Irlanda, Italia, Lussemburgo, Paesi Bassi, Portogallo e Spagna.
L'indice è utilizzato dalle istituzioni finanziarie come riferimento per un'ampia gamma di prodotti di investimento come exchange-traded fund (ETF), futures, opzioni e prodotti strutturati in tutto il mondo.

## Aggiornamenti e Impatti Economici
Dal suo lancio, l'EURO STOXX 50 ha subito varie modifiche nei criteri di inclusione delle aziende, riflettendo l'evoluzione economica dell'eurozona. Questi criteri includono la capitalizzazione di mercato, la liquidità e la rappresentatività settoriale. L'indice ha un impatto significativo sui mercati finanziari, influenzando le decisioni di investimento istituzionali e individuali. Recentemente, la STOXX Limited ha introdotto aggiornamenti metodologici per migliorare la rappresentatività e l'efficacia dell'indice come benchmark del mercato. Questi aggiornamenti sono volti a mantenere l'indice al passo con i cambiamenti del mercato e delle normative finanziarie.

## Aziende
| Ticker   | Borsa           | Società                          | Forma giuridica                        | Paese       | Settore                      |
| -------- | --------------- | -------------------------------- | -------------------------------------- | ----------- | ---------------------------- |
| ADS.DE   | Börse Frankfurt | Adidas                           | Aktiengesellschaft                     | Germania    | Textile, footwear            |
| ADYEN.AS | Euronext        | Adyen                            | Naamloze vennootschap                  | Paesi Bassi | Payment processor            |
| AD.AS    | Euronext        | Ahold Delhaize                   | Naamloze vennootschap                  | Paesi Bassi | Retailig                     |
| AI.PA    | Euronext        | Air Liquide                      | Société Anonyme                        | Francia     | Chemicals                    |
| AIR.PA   | Euronext        | Airbus                           | Societas Europaea                      | Paesi Bassi | Aerospace                    |
| ALV.DE   | Börse Frankfurt | Allianz                          | Societas Europaea                      | Germania    | Insurance                    |
| AMS.MC   | Bolsa de Madrid | Amadeus                          | Sociedad Anónima                       | Spagna      | Technology                   |
| ABI.BR   | Euronext        | Anheuser-Busch InBev             | Société Anonyme/ Naamloze vennootschap | Belgio      | Food and beverage            |
| ASML.AS  | Euronext        | ASML                             | Naamloze vennootschap                  | Paesi Bassi | Technology                   |
| CS.PA    | Euronext        | AXA                              | Société Anonyme                        | Francia     | Insurance                    |
| BAS.DE   | Börse Frankfurt | BASF                             | Societas Europaea                      | Germania    | Chemistry                    |
| BAYN.DE  | Börse Frankfurt | Bayer                            | Aktiengesellschaft                     | Germania    | Chemistry                    |
| BMW.DE   | Börse Frankfurt | BMW                              | Aktiengesellschaft                     | Germania    | Automotive industry          |
| BNP.PA   | Euronext        | BNP Paribas                      | Société Anonyme                        | Francia     | Banking                      |
| CRG.IR   | Euronext        | CRH                              | Public Limited Company                 | Irlanda     | Construction and materials   |
| DAI.DE   | Börse Frankfurt | Daimler AG                       | Aktiengesellschaft                     | Germania    | Automotive industry          |
| BN.PA    | Euronext        | Danone                           | Société Anonyme                        | Francia     | Food processing              |
| DB1.DE   | Börse Frankfurt | Deutsche Börse                   | Aktiengesellschaft                     | Germania    | Equity trading               |
| DPW.DE   | Börse Frankfurt | Deutsche Post                    | Aktiengesellschaft                     | Germania    | Logistics                    |
| DTE.DE   | Börse Frankfurt | Deutsche Telekom                 | Aktiengesellschaft                     | Germania    | Telecommunication            |
| ENEL.MI  | Borsa di Milano | Enel                             | Società per azioni                     | Italia      | Electric utility             |
| ENGI.PA  | Euronext        | Engie                            | Société Anonyme                        | Francia     | Electric utility             |
| ENI.MI   | Borsa di Milano | Eni                              | Società per azioni                     | Italia      | Petroleum                    |
| EL.PA    | Euronext        | EssilorLuxottica                 | Société Anonyme                        | Francia     | Optical industry             |
| FLTR.IR  | Euronext        | Flutter Entertainment            | Public Limited Company                 | Irlanda     | Bookmaking                   |
| IBE.MC   | Bolsa de Madrid | Iberdrola                        | Sociedad Anónima                       | Spagna      | Electric utility             |
| ITX.MC   | Bolsa de Madrid | Inditex                          | Sociedad Anónima                       | Spagna      | Clothing                     |
| IFX.DE   | Börse Frankfurt | Infineon                         | Aktiengesellschaft                     | Germania    | Semiconductors               |
| INGA.AS  | Euronext        | ING Group                        | Naamloze vennootschap                  | Paesi Bassi | Banking                      |
| ISP.MI   | Borsa di Milano | Intesa Sanpaolo                  | Società per azioni                     | Italia      | Banking                      |
| KER.PA   | Euronext        | Kering                           | Société Anonyme                        | Francia     | Luxury                       |
| KNEBV.HE | Nasdaq Nordic   | Kone                             | Julkinen osakeyhtiö                    | Finlandia   | Engineering                  |
| OR.PA    | Euronext        | L'Oréal                          | Société Anonyme                        | Francia     | Personal and household goods |
| LIN.DE   | Euronext        | Linde                            | Aktiengesellschaft                     | Germania    | Chemicals                    |
| MC.PA    | Euronext        | LVMH Moët Hennessy Louis Vuitton | Societas Europaea                      | Francia     | Personal and household goods |
| MUV2.DE  | Börse Frankfurt | Munich Re                        | Aktiengesellschaft                     | Germania    | Insurance                    |
| NOKIA.HE | Nasdaq Nordic   | Nokia                            | Julkinen osakeyhtiö                    | Finlandia   | Technology                   |
| RI.PA    | Euronext        | Pernod Ricard                    | Société Anonyme                        | Francia     | Beverage                     |
| ORA.PA   | Euronext        | Orange S.A.                      | Société Anonyme                        | Francia     | Telecommunication            |
| PHIA.AS  | Euronext        | Philips                          | Naamloze vennootschap                  | Paesi Bassi | Health care equipment        |
| PRX.AS   | Euronext        | Prosus                           | Naamloze vennootschap                  | Paesi Bassi | Consumer internet            |
| SAF.PA   | Euronext        | Safran                           | Société Anonyme                        | Francia     | Aerospace                    |
| SAN.PA   | Euronext        | Sanofi                           | Société Anonyme                        | Francia     | Pharmaceutical industry      |
| SAN.MC   | Bolsa de Madrid | Santander                        | Sociedad Anónima                       | Spagna      | Banking                      |
| SAP.DE   | Börse Frankfurt | SAP SE                           | Societas Europaea                      | Germania    | Technology                   |
| SU.PA    | Euronext        | Schneider Electric               | Societas Europaea                      | Francia     | Goods and Services           |
| SIE.DE   | Börse Frankfurt | Siemens                          | Aktiengesellschaft                     | Germania    | Goods and Services           |
| TEF.MC   | Bolsa de Madrid | Telefónica                       | Sociedad Anónima                       | Spagna      | Telecommunication            |
| FP.PA    | Euronext        | TotalEnergies                    | Societas Europaea                      | Francia     | Petroleum                    |
| DG.PA    | Euronext        | Vinci                            | Société Anonyme                        | Francia     | Construction and materials   |
| VIV.PA   | Euronext        | Vivendi                          | Société Anonyme                        | Francia     | Media                        |
| VOW.DE   | Börse Frankfurt | Volkswagen Group                 | Aktiengesellschaft                     | Germania    | Automotive industry          |
| VNA.DE   | Börse Frankfurt | Vonovia                          | Societas Europaea                      | Germania    | Real estate                  |